# Draft de l'NBA del 1990
El draft de l'NBA del 1990 va ser el 27 de juny de 1990 a Nova York, NY.

## Primera ronda
|  | = All-Star |

| Nº | Jugador                | Nacionalitat          | Equip de l'NBA                                                                               | Universitat/Club anterior |
| -- | ---------------------- | --------------------- | -------------------------------------------------------------------------------------------- | ------------------------- |
| 1  | Derrick Coleman (PF/C) | Estats Units          | New Jersey Nets                                                                              | Syracuse                  |
| 2  | Gary Payton (PG)       | Estats Units          | Seattle SuperSonics                                                                          | Oregon State              |
| 3  | Chris Jackson (SG)     | Estats Units          | Denver Nuggets (dels Miami)                                                                  | LSU                       |
| 4  | Dennis Scott (SG/SF)   | Estats Units          | Orlando Magic                                                                                | Georgia Tech              |
| 5  | Kendall Gill (SG)      | Estats Units          | Charlotte Hornets                                                                            | Illinois                  |
| 6  | Felton Spencer (C)     | Estats Units          | Minnesota Timberwolves                                                                       | Louisville                |
| 7  | Lionel Simmons (SF)    | Estats Units          | Sacramento Kings                                                                             | La Salle                  |
| 8  | Bo Kimble (SG)         | Estats Units          | Los Angeles Clippers                                                                         | Loyola Marymount          |
| 9  | Willie Burton (SG)     | Estats Units          | Miami Heat (dels Washington via Dallas and Denver)                                           | Minnesota                 |
| 10 | Rumeal Robinson (PG)   | Estats Units          | Atlanta Hawks (dels Golden State)                                                            | Michigan                  |
| 11 | Tyrone Hill (PF)       | Estats Units          | Golden State Warriors (dels Atlanta)                                                         | Xavier                    |
| 12 | Alec Kessler (PF)      | Estats Units          | Houston Rockets (cedit als Miami for Carl Herrera and the rights to Dave Jamerson)           | Georgia                   |
| 13 | Loy Vaught (PF)        | Estats Units          | Los Angeles Clippers (dels Cleveland)                                                        | Michigan                  |
| 14 | Travis Mays (PG)       | Estats Units          | Sacramento Kings (dels Indiana)                                                              | Texas                     |
| 15 | Dave Jamerson (SG)     | Estats Units          | Miami Heat (dels Denver; traded with Carl Herrera to Houston for the rights to Alec Kessler) | Ohio                      |
| 16 | Terry Mills (SF)       | Estats Units          | Milwaukee Bucks                                                                              | Michigan                  |
| 17 | Jerrod Mustaf          | Estats Units          | New York Knicks                                                                              | Maryland                  |
| 18 | Duane Causwell (C)     | Estats Units          | Sacramento (dels Dallas)                                                                     | Temple                    |
| 19 | Dee Brown (SG)         | Estats Units          | Boston Celtics                                                                               | Jacksonville              |
| 20 | Gerald Glass (SF/SG)   | Estats Units          | Minnesota Timberwolves (dels Philadelphia)                                                   | Ole Miss                  |
| 21 | Jayson Williams (PF/C) | Estats Units          | Phoenix Suns                                                                                 | St. John's                |
| 22 | Tate George (SG)       | Estats Units          | New Jersey Nets (dels Chicago)                                                               | Connecticut               |
| 23 | Anthony Bonner         | Estats Units          | Sacramento Kings (dels Utah)                                                                 | Saint Louis               |
| 24 | Dwayne Schintzius (C)  | Estats Units          | San Antonio Spurs                                                                            | Florida                   |
| 25 | Alaa Abdelnaby (PF)    | Egipte · Estats Units | Portland Trail Blazers                                                                       | Duke                      |
| 26 | Lance Blanks           | Estats Units          | Detroit Pistons                                                                              | Texas                     |
| 27 | Elden Campbell (PF/C)  | Estats Units          | Los Angeles Lakers                                                                           | Clemson                   |

## Segona ronda
| Nº | Jugador                | Nacionalitat | Equip de l'NBA                        | Universitat/Club anterior          |
| -- | ---------------------- | ------------ | ------------------------------------- | ---------------------------------- |
| 28 | Les Jepsen (C)         | Estats Units | Golden State Warriors                 | Iowa                               |
| 29 | Toni Kukoč (SF)        | Iugoslàvia   | Chicago Bulls (dels Orlando)          | KK Split (Iugoslàvia, ara Croàcia) |
| 30 | Carl Herrera (PF)      | Veneçuela    | Miami Heat                            | Houston                            |
| 31 | Negele Knight (G)      | Estats Units | Phoenix Suns                          | Dayton                             |
| 32 | Brian Oliver (G)       | Estats Units | Philadelphia 76ers                    | Georgia Tech                       |
| 33 | Walter Palmer (C/F)    | Estats Units | Utah Jazz                             | Dartmouth                          |
| 34 | Kevin Pritchard (G)    | Estats Units | Golden State Warriors                 | Kansas                             |
| 35 | Greg Foster (F/C)      | Estats Units | Washington Bullets                    | UTEP                               |
| 36 | Trevor Wilson (F)      | Estats Units | Atlanta Hawks                         | UCLA                               |
| 37 | A.J. English (G)       | Estats Units | Washington Bullets                    | Virginia Union                     |
| 38 | Jud Buechler (F/G)     | Estats Units | Seattle SuperSonics                   | Arizona                            |
| 39 | Steve Scheffler (C/F)  | Estats Units | Charlotte Hornets                     | Purdue                             |
| 40 | Bimbo Coles (G)        | Estats Units | Sacramento Kings                      | Virginia Tech                      |
| 41 | Steve Bardo (G)        | Estats Units | Atlanta Hawks                         | Illinois                           |
| 42 | Marcus Liberty (F)     | Estats Units | Denver Nuggets                        | Illinois                           |
| 43 | Tony Massenburg (F)    | Estats Units | San Antonio Spurs                     | Maryland                           |
| 44 | Steve Henson (G)       | Estats Units | Milwaukee Bucks                       | Kansas State                       |
| 45 | Antonio Davis (F/C)    | Estats Units | Indiana Pacers                        | UTEP                               |
| 46 | Kenny Williams (F)     | Estats Units | Indiana Pacers                        | Elizabeth City State               |
| 47 | Derek Strong (F)       | Estats Units | Philadelphia 76ers                    | Xavier                             |
| 48 | Cedric Ceballos (F)    | Estats Units | Phoenix Suns                          | Cal State Fullerton                |
| 49 | Phil Henderson (SG)    | Estats Units | Dallas Mavericks                      | Duke                               |
| 50 | Miloš Babić (C)        | Iugoslàvia   | Phoenix Suns                          | Tennessee Tech                     |
| 51 | Tony Smith (C)         | Estats Units | Los Angeles Lakers (dels San Antonio) | Marquette                          |
| 52 | Stefano Rusconi (PF/C) | Itàlia       | Cleveland Cavaliers                   | Ranger Varese (Italy)              |
| 53 | Abdul Shamsid-Deen (C) | Estats Units | Seattle SuperSonics                   | Providence                         |
| 54 | Sean Higgins (G/F)     | Estats Units | San Antonio Spurs (dels L.A. Lakers)  | Michigan                           |